# Maurizio Conti (Vater)
Maurizio Conti (* 11. Oktober 1834 in Lugano; † 18. Juni 1906 ebenda) war ein Schweizer Architekt aus dem Tessin.

## Leben
Maurizio Conti erwarb seine Ausbildung nach einer Schnitzerlehre an der Mailänder Accademia di Brera. Nach dem Studium arbeitete er im Büro des Mailänder Architekten Carlo Maciacchini, wo er bis 1868 blieb. Anschliessend plante er sein Hauptwerk, das Stadttheater in Ragusa, das um 1870 fertiggestellt wurde.
Nach der Rückkehr in das Tessin plante er in Trevano noch die Villa des russischen Barons Paul von Derwies, die 1871 erbaut wurde, scheint dann aber eher mit dem Bau als mit der Planung beschäftigt gewesen zu sein. So wirkte er am Bau der Bahnhöfe von Lugano und Chiasso mit und der Villa Ceresio sowie dem Palazzo Riva in Lugano.
Sein Sohn Maurizio Conti war ebenfalls Architekt.

## Werke
- Stadttheater, Dubrovnik (Ragusa), 1870
- Villa Ceresio, Lugano, 1897